# Ruský bunkr (vojenský újezd Libavá)
Ruský bunkr je železobetonový vojenský bunkr, který se nachází mezi zaniklými vesnicemi Nová Ves nad Odrou a Čermná, nedaleko kříže u cesty (Čermná) u odbočky na Popelný kout ve vojenském újezdu Libavá v Oderských vrších v okrese Olomouc v Olomouckém kraji. Bunkr, který pochází z období socialismu, má půdorys podlouhlého obdélníku, je na něm patrné mírné opotřebení. Protože se bunkr a jeho okolí nachází ve vojenském prostoru, je veřejnosti běžně nepřístupný. Obvykle jedenkrát ročně může být místo a jeho okolí přístupné veřejnosti v rámci cyklo-turistické akce Bílý kámen.

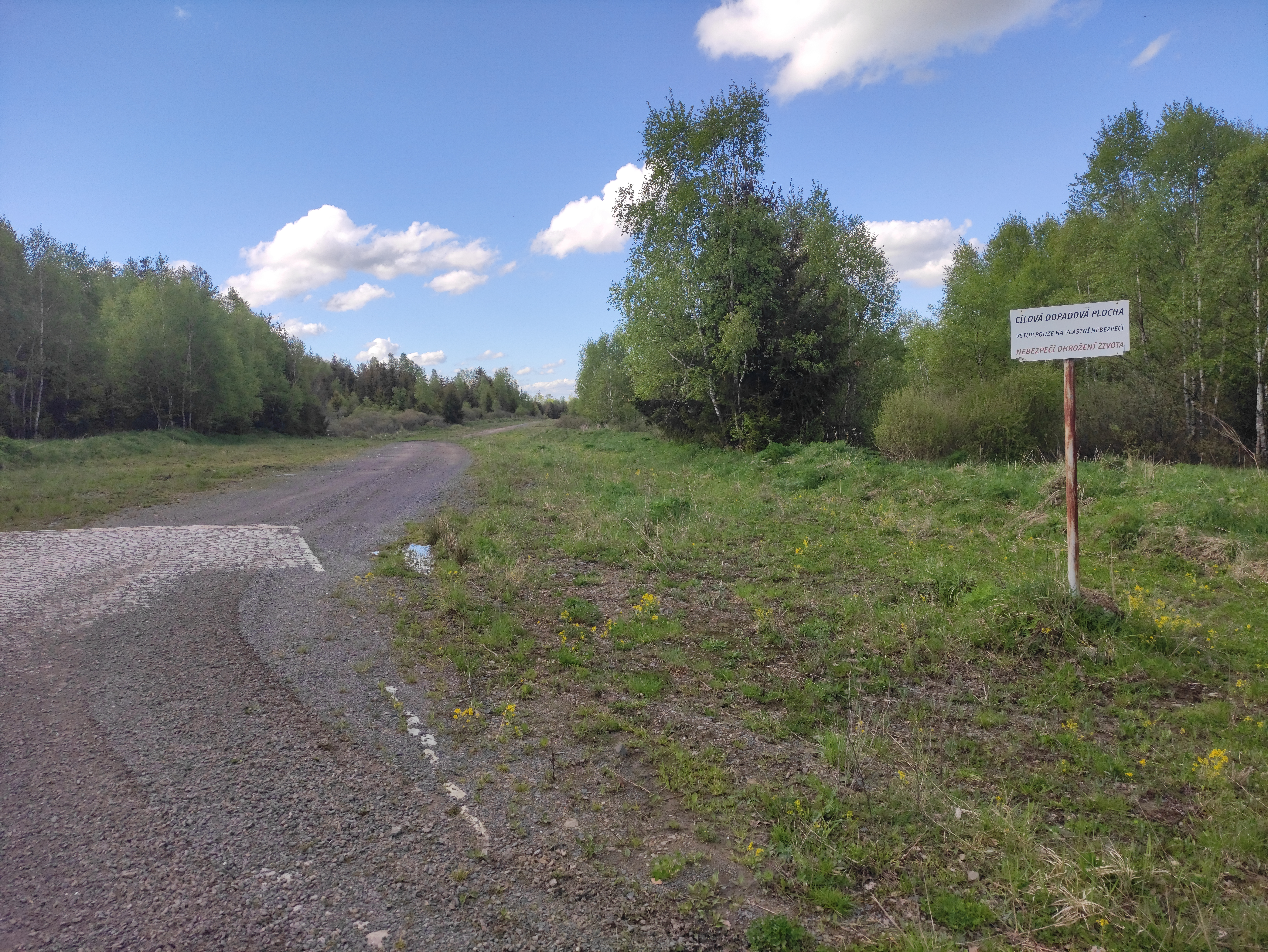
u Ruského bunkru (cesta na Popelný kout)